# Niederbucha

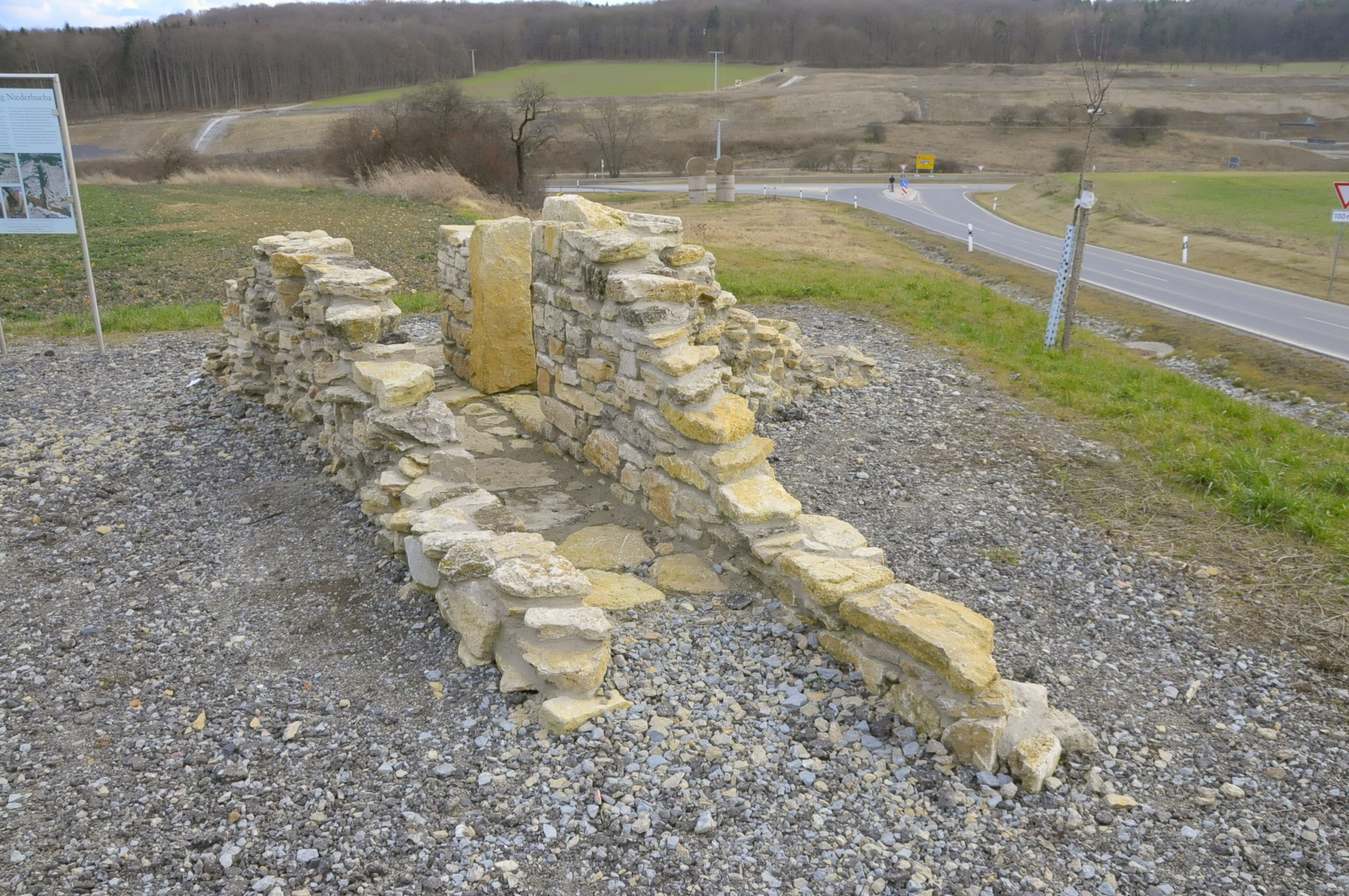
Rekonstruktion von Grundmauern

Niederbucha ist eine Wüstung im Osten des heutigen Ortes Bucha im thüringischen Saale-Holzland-Kreis.

## Geografie
Das mittelalterliche Dorf lag etwa einen Kilometer südöstlich von Bucha am Südosthang der Anhöhe Das Knoll unmittelbar an einem Weg, der von Bucha über Nennsdorf und Ammerbach nach Jena führte. 

## Archäologie
Im Zuge der Verlegung der Bundesautobahn 4 und dem Bau des Jagdbergtunnels führte das Thüringische Landesamt für Denkmalpflege und Archäologie umfangreiche archäologische Grabungen und Untersuchungen durch. Die Fundamente mehrerer Häuser und teilweise erhaltene Gewölbekeller konnte man freilegen. Funde zahlreicher Ofenkacheln, Dachziegeln und Fensterglasfragmenten sind deutliche Hinweise auf eine recht komfortable Wohnkultur von Dorfbewohnern, die vor allem durch Viehzucht zu einem bescheidenen Wohlstand gekommen sind. In einer Fuge einer Kellerwand fand man zwei silberne Münzen, Meißner Groschen aus der zweiten Hälfte des 14. Jahrhunderts, ebenfalls Belege für den Wohlstand Niederbuchas und deutliche Hinweise auf den Zeitraum der Aufgabe der Ortschaft. 
Die Fundamente und Keller der Gebäude wurden aus Muschelkalksteinen errichtet, auf welche Fachwerkwände in Schwellbalkenkonstruktion aufgesetzt waren. An einem der Gebäude führte ein Gang unter dem Fundament hindurch in ein System aus Gängen und mindestens zwei Kellerräumen. Dieses System konnte nicht vollständig untersucht werden, da es sich außerhalb des zu untersuchenden Baufeldes fortsetzte.

## Geschichte
Über den Zeitpunkt der Dorfgründung ist nichts überliefert. Man vermutet die Gründung etwa zum Wechsel vom 13. zum 14. Jahrhundert. Quellen für solche Zeitangaben sind oft Einträge in Urkunden, in denen die Steuereinnahmen aus Belehnungen der Gemeinde beschrieben oder aufgelistet sind. So gibt es ein Steuerregister aus den Jahren 1421–1425, in dem in Niederbucha zwölf steuerpflichtige Familien benannt sind. Vermutlich durch Wegfall der wirtschaftlichen Grundlagen, vielleicht aber auch infolge einer um 1400 wütenden Pestepidemie wurde das Dorf bereits zu Beginn des 15. Jahrhunderts aufgegeben und fiel wüst wie rund 50 andere Dörfer im Umfeld der Ilm-Saale-Platte. Möglicherweise fiel das Dorf auch in den Jahren 1446 bis 1451 wüst, in der Zeit des Sächsischen Bruderkriegs. In der näheren Umgebung sind in dieser Zeit auch weitere Dörfer zerstört worden: Wiegelau bei Schorba, Iritz, Uhrda, Ingau, Gauga und Mohla.